# True Romance (album)

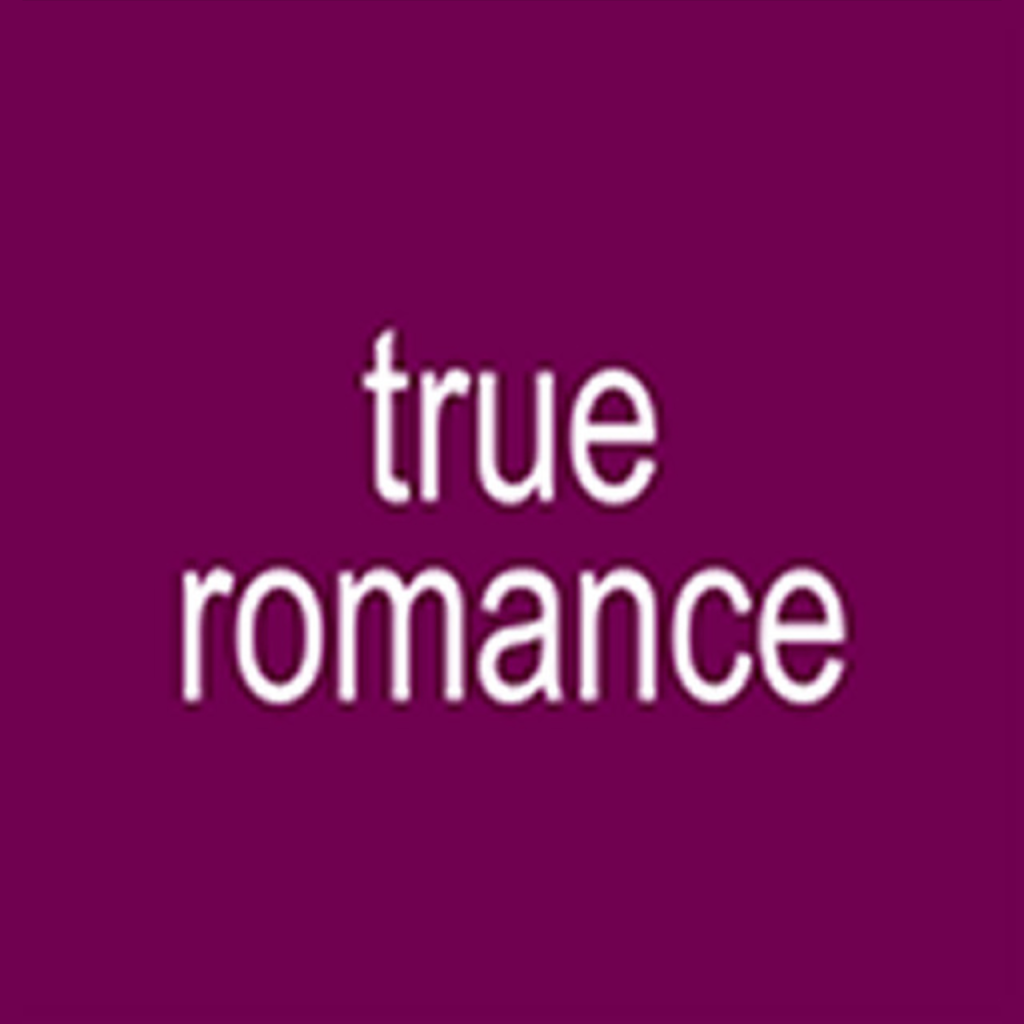
True Romance

True Romance est le premier album studio de la chanteuse britannique Charli XCX, sorti en France en 2013.

## Liste des pistes
| 1.    | Nuclear Seasons (en)            | - Charlotte Aitchison - Ariel Rechtshaid - Justin Raisen (en) | Ariel Rechtshaid                      | 4:38 |
| 2.    | You (Ha Ha Ha) (en)             | - Charlotte Aitchison - Joakim Åhlund (en) - Derwin Panda     | - Joakim Åhlund - Mark « Spike »Stent | 3:08 |
| 3.    | Take My Hand                    | - Charlotte Aitchison - Ariel Rechtshaid - Justin Raisen      | Ariel Rechtshaid                      | 4:26 |
| 4.    | Stay Away                       | - Charlotte Aitchison - Ariel Rechtshaid                      | Ariel Rechtshaid                      | 3:48 |
| 5.    | Set Me Free                     | - Charlotte Aitchison - Ariel Rechtshaid - Dimitri Tikovoï    | - Dimitri Tikovoï - Ariel Rechtshaid  | 3:53 |
| 6.    | Grins                           | - Charlotte Aitchison - Michael Tucker (en)                   | - Blood Diamonds - Dan Aslet          | 3:53 |
| 7.    | So Far Away                     | - Charlotte Aitchison - Todd Rundgren - Paul White (en)       | - Paul White - Dan Aslet              | 3:21 |
| 8.    | Cloud Aura (feat. Brooke Candy) | - Charlotte Aitchison - Joseph Zucco - Brooke Candy           | - J£zus Million - Dan Aslet           | 2:44 |
| 9.    | What I Like                     | - Charlotte Aitchison - Joseph Zucco                          | - J£zus Million - Dan Aslet           | 3:02 |
| 10.   | Black Roses                     | - Charlotte Aitchison - Ariel Rechtshaid - Justin Raisen      | Ariel Rechtshaid                      | 3:28 |
| 11.   | You're the One (en)             | - Charlotte Aitchison - Patrik Berger                         | - Patrik Berger - Ariel Rechtshaid    | 3:15 |
| 12.   | How Can I                       | - Charlotte Aitchison - Ariel Rechtshaid - Justin Raisen      | Ariel Rechtshaid                      | 3:55 |
| 13.   | Lock You Up                     | - Charlotte Aitchison - Ariel Rechtshaid                      | Ariel Rechtshaid                      | 3:31 |
| 47:02 |                                 |                                                               |                                       |      |